# Dokupedia
Dokupedia ist eine wöchentliche Dokumentationssendung des österreichischen Fernsehsenders ATV. Dabei wird nach eigenen Angaben mit österreichischen und internationalen Produktionen die Vielfalt populärwissenschaftlicher Themen vorgestellt. Es handelt sich oft um Naturkatastrophen, Mythen oder bewegende historische Ereignisse und Themen.
Dokupedia wird jeden Samstag um 18.15 Uhr vor ATV Aktuell ausgestrahlt. Die Wiederholung folgt am Sonntag um 14.00 Uhr.